# カルマ (俳優)
カルマ（1996年8月26日 - ）は、日本の俳優、YouTuber。福岡県出身。エイベックス・クラン所属。

## 経歴
福岡県で生まれ育ち、芸能界に憧れて16歳で上京。オーディションやエキストラなどの下積みを5年間経験した。
2018年よりYouTubeチャンネルを開設し、動画投稿を開始。有名人に変装して街の人にドッキリを仕掛けるなど奇想天外な内容が人気を博し、わずか1年でチャンネル登録者100万人を突破した。登録者は170万人を越えたが、2020年9月より活動休止。
2021年7月25日に記者会見を開き、エイベックス・マネジメントに所属したことを発表した。
2023年5月、テレビドラマ『波よ聞いてくれ』第6話にゲスト出演し、俳優としてデビューする。同年10月、『推しが上司になりまして』で連続ドラマ初のレギュラー出演を果たした。

## 人物
SNSを通じて知り合ったバドミントン選手の桃田賢斗と親交が深い。
女優のとよた真帆とは中学生時代から交流しており、育ての親のような存在と語っている。
スーパー戦隊シリーズは『百獣戦隊ガオレンジャー』『忍風戦隊ハリケンジャー』『爆竜戦隊アバレンジャー』、仮面ライダーシリーズは『仮面ライダークウガ』『仮面ライダーアギト』『仮面ライダー龍騎』などを観ていたという。『アギト』の仮面ライダーギルスや『アバレンジャー』のアバレキラーなど、ライバル戦士のようなキャラクターが好きであったという。

## 出演

### テレビドラマ
- 波よ聞いてくれ 第6話（2023年5月26日、テレビ朝日） - 澤木廣貴 役
- 推しが上司になりまして（2023年10月5日 - 12月21日、テレビ東京） - 藤井元久 役
- 伝説の頭 翔（2024年7月19日 - 9月6日、テレビ朝日） - 東城真 役
- ナンバーワン戦隊ゴジュウジャー 第8話 - （2025年4月13日 -、テレビ朝日） - クオン / リングハンター・ガリュード 役[8][9]
- シンデレラ クロゼット（2025年7月2日 - 、TBS） - 桐谷周 役[10]

### ウェブドラマ
- 死ぬほど愛して（2025年3月27日 - 、ABEMA SPECIAL） - 金倉俊紀 役（主演：神城真人（成宮寛貴）の整形前役）[11]
- ゴジュウジャー補ジュウ計画 ナンバーワン懺悔室（2025年4月13日、東映特撮ファンクラブ） - クオン 役
- 笑ゥせぇるすまん #6「デトックスヒロイン」（2025年7月25日、Amazon Prime Video）[12][13]

### 映画
- ベイビーわるきゅーれ ナイスデイズ（2024年9月27日公開、シャイカー） - 広川 役
- BLUE FIGHT 〜蒼き若者たちのブレイキングダウン〜（2025年1月31日公開、ギャガ / YOAKE FILM配給） - 安倍健太（アベケン）役
- ナンバーワン戦隊ゴジュウジャー 復活のテガソード（2025年7月25日、東映） - クオン / リングハンター・ガリュード 役[14]

## 著書
- ここ日本言うてな（KADOKAWA、2020年8月26日）